# Ngưu-Lý đảng tranh
Ngưu - Lý đảng tranh (chữ Hán: 牛李黨爭, bính âm: Níu Lǐ dǎngzhēng), là một cuộc xung đột giữa các phe phái vào cuối đời nhà Đường trong lịch sử Trung Quốc. Giữa các đại thần hình thành hai phe, tranh chấp với nhau. Ngưu là Ngưu Tăng Nhụ, đảng Ngưu do Ngưu Tăng Nhụ, Lý Tông Mẫn là đại biểu, đại diện cho tầng lớp quan lại tiến thân từ khoa cử; Lý là chỉ Lý Đức Dụ, đảng Lý do Lý Cát Phủ, Lý Đức Dụ làm đại biểu, đại diện cho bộ phận quan lại xuất thân sĩ tộc. Cuộc đảng tranh được cho là bắt đầu từ thời Đường Mục Tông, nhưng thực chất mầm mống ở ngay từ những năm đầu Đường Hiến Tông; và kéo dài hơn 40 năm qua các triều vua Hiến, Mục, Kính, Văn, Vũ. Nó chỉ kết thúc khi Đường Tuyên Tông được lập lên ngôi năm 846, và hạ bệ Lý Đức Dụ khi đó đang là tể tướng, đánh dấu sự thất bại hoàn toàn của đảng Lý.

## Duyên cớ
Cuộc xung đột Ngưu - Lý khởi nguồn vào năm 808, tức Nguyên Hòa năm thứ 3 đời Đường Hiến Tông. Năm đó, Hoàng đế cho tổ chức một cuộc thi để cho các quan viên dâng lên những ý kiến phê bình và đóng góp của họ cho triều đình. Hai viên đại thần chấm thi gồm Vi Quán Chi và Dương Ư Lăng, đã chọn ra được ba bài dự thi có nội dung phù hợp và thẳng thắn nhất, tác giả của ba bài thi là Lý Tông Mẫn, Hoàng Phủ Thực và Ngưu Tăng Nhụ. Tuy nhiên Thừa tướng Lý Cát Phủ, người có xuất thân sĩ tộc, luôn coi thường các quan lại xuất thân bình dân, nghĩ rằng những người kia là lũ hèn kém mà dám vạch trần sai lầm của mình, phỉ báng triều đình, quả là quá xấc xước. Ông ta vừa khóc vừa tâu với vua rằng các bài thi đã bị các quan chấm thi trao cho Bùi Độ và Vương Nhai hai viên Học sĩ trong triều, và điểm số sau đó chắc đã có sự gian lận, vì Hoàng Phủ Thực là cháu của Vương Nhai. Vì thế, cả Vi Quán Chi, Dương Ư Lăng, Bùi Độ, Vương Nhai đều bị cách chức, trong đó Quán Chi bị tước danh vị Học sĩ, đày ra Quắc châu, còn ba người kia tuy không bị đi đày nhưng cũng mất chỗ đứng trong triều, và sau đó cũng bị buộc phải từ nhiệm, ra trấn nhậm bên ngoài. Kết quả cuộc khảo thí không được công nhận. Tuy nhiên, con trai của Lý Cát Phủ là Lý Đức Dụ vẫn còn bất bình vì điều này, dẫn đến mối thù hằn sau đó giữa Đức Dụ và những người mà ông ta coi là đã phỉ báng phụ thân của mình.

## Thời Đường Mục Tông
Năm 820, Đường Hiến Tông bị hoạn quan giết hại, Thái tử Hằng lên kế vị, xưng là Đường Mục Tông. Năm sau, Mục Tông cho tổ chức khoa thi tiến sĩ. Sự kiện này được sử gia đời nhà Tống là Tư Mã Quang coi là mốc khởi đầu của cuộc tranh chấp Ngưu - Lý.
Vào lúc đó, Lý Cát Phủ đã chết, Lý Đức Dụ nhờ địa vị của cha mà được bổ dụng làm Học sĩ viện Hàn lâm, còn Lý Tông Mẫn cũng dần leo tới chức Trung thư xá nhân, làm việc tại Trung thư tỉnh. Những người bạn thân của ông ta gồm Dương Nhữ Sĩ làm việc ở Trung thư và Tiền Huy làm Thị lang bộ Lễ, được giao nhiệm vụ chấm thi. Trong khoa ấy, cựu tể tướng Đoàn Văn Xương và học sĩ Lý Thân ngầm sai người đem lễ vật đến xin nâng điểm cho cháu của họ có tên trong khoa bảng, nhưng Tiền Huy không chịu. Kết quả cuộc sát hạch năm đó, hai người cháu của Đoàn và Lý đều không đỗ, nhưng Trịnh Lãng, em trai của Môn hạ thị lang Trịnh Đàm; Bùi Soạn, con trai cựu tể tướng Bùi Độ; Tô Sào (con rể Lý Tông Mẫn) và Dương Ân Sĩ (em của Dương Nhữ Sĩ) lại có tên trên bảng vàng. Cả triều đình lại xôn xao bàn luận, và Đoàn Văn Xương gửi tấu nói Dương Nhữ Sĩ và Tiền Huy chấm thi không công chính. Mục Tông đem sự việc hỏi các vị Học sĩ, và Lý Đức Dụ trả lời là quả có chuyện tư túi trong lúc chấm bài, Đoàn Văn Xương và Lý Thân do đó cũng phụ họa theo. Mục Tông bèn hạ chỉ cho Vương Khởi tổ chức thi lại, đồng thời cách chức Tiền Huy, Dương Nhữ Sĩ và Lý Tông Mẫn, hủy kết quả 10 bài thi đậu đã công bố khi trước.
Năm 823, Ngưu Tăng Nhụ ngoi lên chức Thị lang bộ Hộ, và được Mục Tông kính trọng. Khi Tiết độ sứ Hàn Hoằng chết, Mục Tông khám phá ra rằng tất cả các quan chức đều đã từng nhận hối lộ của họ Hàn, chỉ có Tăng Nhụ là không, vì thế đã trọng dụng ông ta cho chức phó tể tướng; còn Lý Đức Dụ, cũng được coi là một ứng viên tiềm năng cho tướng vị, lại bị đẩy làm Quan sát sứ ở Chiết Tây, và trong tám năm tiếp theo không hề được thăng chức. Đức Dụ tin rằng Thủ tướng Lý Phùng Cát (cũng được liệt vào những lãnh đạo đảng Ngưu) đã đề xuất Tăng Nhụ làm phó tướng để loại mình đi, do thế cũng oán cả Phùng Cát và Tăng Nhụ.
Trong khi đó, Lý Thân, lúc đó vẫn là Học sĩ viện Hàn lâm và được Mục Tông kính trọng, thường chỉ trích Lý Phùng Cát và đồng minh của ổng là Trung úy quân Thần Sách Vương Thủ Trừng. Phùng Cát tìm cách để Lý Thân không gặp nhà vua mà nói xấu mình nữa, và điều Thân làm Ngự sử Trung thừa, rồi dùng Hàn Dũ làm Kinh Triệu doãn, kiêm Ngự sử đại phu, không cho phép Ngự sử đài tranh luận sề sự bổ nhiệm này. Theo luật triều đình, Hàn Dũ là phủ doãn phải theo lệnh của Ngự sử, nhưng Hàn Dũ cho rằng mình cũng là Ngự sử đại phu không chịu lép vế trước Lý Thân, rồi hai bên dùng mấy lời tục tĩu mà lăng mạ đối phương. Lý Phùng Cát nhân đó tâu lên nhà vua xin giáng chức cả hai, trong đó Hàn Dũ biếm làm Thị lang bộ Binh, Thân làm Quan sát sứ Giang Tây. Nhưng rồi Mục Tông nhận ra tất cả đều là âm mưu của Lý Phùng Cát, cho nên lại triệu Lý Thân làm Thị lang bộ Hộ.

## Thời Đường Kính Tông
Năm 824, Mục Tông qua đời, Thái tử Đam lên kế vị, là vua Đường Kính Tông. Lý Phùng Cát lại có mưu đồ mới, nhờ hoạn quan Vương Thủ Trừng tấu với vua rằng ngày trước nhờ có Phùng Cát khuyên can Mục Tông nên ngôi Thái tử của Kính Tông mới được giữ vững, trong khi Lý Thân cùng một cựu tể tướng là Đỗ Nguyên Đĩnh thường gièm pha và mưu đồ đưa Thâm vương Lý Tông lên thay vị trí Đông cung. Tin vào lời nói của Thủ Trừng, Kính Tông đày Lý Thân làm Tư mã ở Đoan châu và trục xuất hai viên quan được Thân tiến cử là Bàng Nghiêm và Tưởng Phòng. Phe cánh của Phùng Cát thậm chí còn muốn đưa Lý Thân vào chỗ chết, và Kính Tông ban đầu đã chuẩn theo lời tâu đó. May mắn cho Lý Thân là có viên quan tên là Vi Xử Hậu lên tiếng khuyên can, và nhà vua cho tìm các công văn dưới thời Mục Tông để xem xét lại, biết rằng Lý Thân, Đỗ Nguyên Đĩnh và cả Bùi Độ đều ủng hộ mình chứ không phải như lời đồn của phe Lý Phùng Cát. Nhà vua bác bỏ hết những kiến nghị buộc tội Lý Thân, nhưng không hiểu vì sao cũng không cho phép ông ta trở về Trường An.
Đến năm 825, tể tướng Ngưu Tăng Nhụ dần cảm thấy bất lực vì nhiều lần khuyên can nhà vua từ bỏ lối sống trụy lạc phù phiếm, đều không được hồi đáp. Ông dâng biểu xin từ nhiệm, và được đổi làm Tiết độ sứ ở Vũ Xương. Sau đó Kính Tông có chiếu đại xá, Lý Phùng Cát lén sửa vài chữ trong chiếu chỉ, theo đó những viên quan bị giáng chức đã từng được miễn xá ít nhất một lần thì cho miễn xá. Vi Xử Hậu chỉ ra rằng việc làm đó mục đích ngăn cản Lý Thân trở về triều, vì Thân thuộc điện chưa từng được miễn xá; nên triều đình cho đổi lại thành viên quan bị giáng chức đều cho miễn xá. Và nhờ vào chiếu chỉ đó, Lý Thân được chuyển làm Trưởng sử ở Giang châu.
Năm 826, Kính Tông triệu tập Bùi Độ (người được xếp làm hàng ngũ đảng Lý) khi đó đang ở Hưng Nguyên về triều và phong làm Tư không, Bình chương sự. Lý Phùng Cát sợ Bùi Độ nắm quyền uy hiếp đến mình, mới phao tin trong khắp thành Trường An về một lời sấm nói Bùi Độ tương lai sẽ trở thành hoàng đế, nhưng Kính Tông không tin và còn đối xử với Bùi Độ tốt hơn.

## Thời Đường Văn Tông

### Trướcsự biến Cam Lộ
Năm 826, Đường Kính Tông bị hoạn quan Lưu Khắc Minh giết hại, bọn Khắc Minh sau đó muốn đưa Giáng vương Lý Ngộ, con thứ của Đường Hiến Tông, lên làm đế, và mưu loại bỏ các hoạn quan khác. Phe Vương Thủ Trừng biết tin liền đánh vào cung, giết Khắc Minh cùng với Giáng vương, đưa Giang vương Lý Hàm là em của Kính Tông lên chính vị, đổi tên là Ngang, tức là Đường Văn Tông.
Những năm đầu Đường Văn Tông, Bùi Độ và Vi Xử Hậu là hai vị tể tướng đứng đầu. Năm 828, Vi Xử Hậu chết, Học sĩ viện Hàn lâm Lộ Tùy lên thay. Năm 829, Hoàng đế được sự tiến cử của Bùi Độ đã triệu Lý Đức Dụ về triều, phong làm Thị lang bộ Binh, và còn có ý cất nhắc lên chức Bình chương sự (tể tướng). Tuy nhiên Lý Tông Mẫn khi đó đang làm Thị lang bộ Lại, vì khéo léo lấy lòng bọn hoạn quan, nên đã hớt tay trên, giành được chức tể tướng. Năm 830, ông ta lại tiến cử Ngưu Tăng Nhụ về triều cùng đảm nhận tướng vị. Hai người này hợp tác với nhau để đẩy Lý Đức Dụ khỏi triều, và loại bỏ luôn cả Bùi Độ. Kết quả, Bùi Độ bị biếm làm Tiết độ sứ Sơn Nam Đông Đạo còn Lý Đức Dụ bị đày ra Nghĩa Thành, sau đó là Tây Xuyên.
Vùng đất trấn nhậm mới Lý Đức Dụ giáp với hai nước Nam Chiếu, Thổ Phiên, vì thế ông ta chăm chỉ xây dựng thành trì và đào tạo lính mới. Năm 831, tướng Phiên là Tất Đát Mưu đem đất Duy châu (mà Thổ Phiên đã chiếm của nhà Đường hơn 10 năm trước) dâng cho Lý Đức Dụ. Đức Dụ nhận làm, và có ý xây dựng Duy châu thành một pháo đài chống cự với Thổ Phiên. Ngưu Tăng Nhụ phản đối, lập luận rằng làm như vậy là đơn phương phá vỡ hòa ước với người Thổ, và nếu chiến tranh xảy ra, người Thổ có thể rất nhanh mà áp sát Trường An. Vì thế Văn Tông buộc Đức Dụ trả đất cho Tán phổ của Thổ Phiên. Sau đó, Tất Đát Mưu bị người Thổ Phiên giết hại một cách tàn khốc. Việc này khiến Lý Đức Dụ rất tức giận.
Uy tín của Ngưu Tăng Nhụ sau sự việc lần đó sụt giảm hẳn, và Văn Tông dần hối tiếc vì quyết định ngày xưa, nên cũng xa lánh Tăng Nhụ. Hoàng đế thường hỏi các tể tướng rằng khi nào đất nước mới có thể thái bình, trong hoàn cảnh các phiên trấn hay nổi loạn và hoạn quan lộng quyền, Tăng Nhụ cảm thấy rằng điều đó khó có thể đạt được trong thời gian ngắn, và Văn Tông đã qua hấp tấp. Mùa xuân năm 833, Ngưu Tăng Nhụ bị đẩy làm Tiết độ sứ Hoài Nam. Vụ việc của Tất Đát Mưu cho đến nay vẫn là một vấn đề gây tranh cãi giữa các sử gia nghiên cứu về nhà Đường, về việc liệu rằng Ngưu và Lý, ý kiến của ai mới là đúng đắn.
Lý Đức Dụ sau đó được triệu hồi về Trường An làm Thượng thư bộ Binh, và người ta hi vọng ông ta sẽ trở thành tể tướng, dù cho Lý Tông Mẫn cực lực phản đối. Cộng sự của Tông Mẫn là Đỗ Tông đang giữ chức Kinh Triệu doãn, đề nghị hai bên hòa giải với nhau, Tông cho rằng mâu thuẫn với hai phe chủ yếu là từ xuất thân khác nhau giữa họ (khoa cử và sĩ tộc). Đỗ Tông bày với Tông Mẫn để Đức Dụ làm chủ khảo khoa cử tiếp theo để thỏa lòng tự ái của ông ta, nhưng Tông Mẫn không chịu, và hỏi kế thứ hai, Đỗ Tông bảo rằng nên để Đức Dụ làm Ngự sử đại phu. Tông Mẫn lần này chấp nhận, cử Đỗ Tông đến gặp Lý Đức Dụ truyền đạt việc này, Lý Đức Dụ cũng đồng ý giải hòa. Tuy nhiên sau đó Tông Mẫn hỏi ý một cộng sự khác là Dương Ngu Khanh thì Ngu Khanh đã phản đối, do vậy Tông Mẫn đã không đề bạt Đức Dụ làm Ngự sử đại phu.
Trong khi đó, Dương Ngu Khanh, Dương Nhữ Sĩ, Dương Hán Công, Trương Nguyên Phu và Tiêu Cán bị Hoàng đế Văn Tông nhận định là kết bè đảng, qua lại quá thân mật. Năm 833, sau khi được đề bạt làm tể tướng, Lý Đức Dụ bắt đầu loại bỏ bè đảng phe Ngưu. Đáp lại, Lý Tông Mẫn cũng cách chức đồng đảng của Lý Đức Dụ là Trịnh Đàm, Học sĩ viện Hàn lâm, nhưng nhà vua ngay sau đó đã bổ dụng Trịnh Đàm làm Ngự sử đại phu mà không hỏi qua Lý Tông Mẫn. Tông Mẫn lo lắng và sợ hãi; cuối cùng ông ta bị Văn Tông đày làm Tiết độ sứ Sơn Nam Tây Đạo.
Lúc này Văn Tông đang trở nên thân thiết với một quan ngự y do Vương Thủ Trừng tiến cử, Trịnh Chú. Nhờ sự tiến cử của Trịnh Chú mà Lý Trọng Ngôn, một quan chức đã phạm tội bị đày, được gọi trở về và trở thành thân tín của đế. Hai người này ra sức chia rẽ Văn Tông với Lý Đức Dụ, và lại gọi Lý Tông Mẫn trở về triều, đày Lý Đức Dụ ra Thiểm Tây. Lý Đức Dụ vào gặp Văn Tông và xin ở lại kinh, Văn Tông mủi lòng và định giữ Đức Dụ làm Thượng thư bộ Binh lần nữa. Tuy nhiên Lý Tông Mẫn phản đối rằng Đức Dụ không có quyền tự mình quyết định đi hay ở, và buộc nhà vua đày ông ta ra làm Tiết độ sứ Trấn Hải.
Năm 835, các viên quan gồm Vương Phan và Lý Hán tố cáo Lý Đức Dụ ủ mưu lật đổ Văn Tông để lập Hoàng đệ là Chương vương Thấu lên ngôi. Văn Tông nghe theo lời gièm, triệu tập các đại thần để xử tội Đức Dụ. Tể tướng Lộ Tùy bảo vệ cho Đức Dụ, nên Đức Dụ thoát tội tử, đày ra Viên châu. Về phần Lộ Tùy vì làm trái ý vua, bị đàn hặc đày ra Trấn Hải, không được phép chào từ biệt đức vua. Ngay sau đó, thân tín của Trịnh Chú là Giả Tốc lên thay tướng vị.
Trong khi đó ở Trường An có tin đồn rằng Trịnh Chú đang chế thuốc trường sinh cho Hoàng đế, mà nguyên liệu là tim và gan của trẻ sơ sinh. Điều này khiến cả thành Trường An khiếp sợ, và Trịnh Chú vốn ganh ghét Dương Ngu Khanh, đã buộc tội Ngu Khanh và gia đình ông ta lan truyền tin đồn. Sau đó Ngu Khanh bị nhốt vào nhà giam, Lý Tông Mẫn biện hộ cho ông ta làm động chạm tới long nhan, và bị Hoàng đế mắng đuổi khỏi cung điện. Sau đó ông này bị đày ra Minh châu. Trịnh Chú còn gièm pha rằng Tông Mẫn móc nối với Thái giám Dương Thừa Hòa và Nữ quan Tống Nhược Hiến mới có được chức tể tướng, Tông Mẫn tiếp tục bị đày ra Triều châu. Từ thời điểm này, Trịnh Chú và Lý Trọng Ngôn (sau đổi tên Lý Huấn) kiểm soát chính phủ, và quy chụp tất cả những người mà họ không ưa vào phe đảng của 2 Lý (Đức Dụ, Tông Mẫn). Trong khoảng thời gian đó, cả Ngưu và Lý đều thất thế, quyền hành rơi vào tay Trịnh Chú cùng Lý Huấn. Tình hình này kéo dài đến khi Sự biến Cam Lộ xảy ra.

### Sau sự biến Cam Lộ
Trong lúc đó, Hoàng đế Văn Tông cảm thấy bực bội với việc các hoạn quan trong quân đội Thần Sách thao túng quá nhiều quyền lực, nên âm thầm bàn với Lý Huấn, Trịnh Chú và một số người khác mưu trừ hoạn quan. Mùa đông năm 835, Trịnh Chú được cử tới Phượng Tường với mục đích chuẩn bị quân đội tiến vào cung diệt hoạn quan. Còn Lý Huấn muốn chiếm lấy tiện nghi nên quyết định ra tay trước vào ngày 14 tháng 12 năm đó. Các hoạn quan đứng đầu là Cừu Sĩ Lương và Ngưu Hoằng Chí đã đánh bại được quân của Lý Huấn rồi tiến hành tàn sát rất nhiều quan lại trong triều, kể cả những người liên quan hay không liên quan, bao gồm Vương Nhai, Giả Tốc, Thư Nguyên Dư, Vương Phan, La Lập Ngôn, Quách Hành Dư, Lý Hiếu Bổn... Sau vụ đó Đường Văn Tông bị đặt dưới sự kiểm soát của hoạn quan, sử gọi là Sự biến Cam Lộ.
Sau đó, Lý Thạch và Trịnh Đàm trở thành hai tể tướng mới, trong khi hầu hết quyền hành rơi vào tay hoạn quan. Mùa xuân năm 836, Tiết độ sứ Chiêu Nghĩa là Lưu Tòng Gián dâng sớ tố cáo Cừu Sĩ Lương và các hoạn quan khác hiếp bức thiên tử, giết chết tể thần. Sĩ Lương lo sợ, nên đồng ý cho Văn Tông cùng các tể tướng có thể quyết định một số việc lớn trong triều. Lý Tông Mẫn và Lý Đức Dụ cũng được chuyển về các trấn ở gần kinh thành hơn.
Cừu Sĩ Lương nhận thấy Lý Thạch có ý giành quyền hành, nên mật phái sát thủ giết ông ta năm 838. Vụ ám sát bất thành, nhưng Lý Thạch cũng vì sợ hãi mà xin giải chức đến làm Tiết độ sứ Kinh Nam. Dương Tự Phúc và Lý Giác - những người được xếp vào đảng Ngưu - trở thành hai tể tướng mới. Dương Tự Phục tìm cách đưa Lý Tông Mẫn trở về triều, thì bị sự phản đối của hai tể tướng phe Lý là Trần Di Hành và Trịnh Đàm, và bắt đầu từ đó những cuộc tranh cãi trong triều đến có dính tới vụ bè pháp này. Vào giữa năm 839, sau một vụ cãi nhau nảy lửa giữa hai bên, Dương Tự Phục xin từ nhiệm; nhưng quyết định của nhà vua thì ngược lại, người bị bãi chức là Trịnh Đàm và Trần Di Hành. Văn Tông có lần từng than thở trước vụ bè đảng này:
Diệt giặc ở Hà Bắc thì dễ, chứ diệt bằng đảng trong triều thì khó.
Cuối năm đó, Văn Tông bị bệnh nặng, vợ ông là Dương Hiền phi đề nghị lập Hoàng đệ An vương Lý Dung làm Thái đệ kế thừa ngôi vị. Dương Tự Phục là họ hàng với Hiền phi cũng tán thành đề nghị này. Tuy nhiên Lý Giác phản đối. Sau cùng, Hoàng đế quyết định lập con của Kính Tông là Trần vương Lý Thành Mĩ làm Thái tử. Đầu năm 840, bệnh của Văn Tông trở nặng, Cừu Sĩ Lương và Ngưu Hoằng Chí muốn độc chiếm triều đình qua việc kiểm soát người nối ngôi, bèn giả mệnh lệnh Văn Tông, lấy cớ Thái tử còn nhỏ, triệu hoàng đệ Dĩnh vương Lý Triền vào cung lập làm Hoàng thái đệ, giáng Thành Mĩ xuống tước vị vương. Ngày 10 tháng 2, Văn Tông băng hà, Dĩnh vương Triền bèn ép chết Trần vương Thành Mĩ, Yên vương Dung và Dương Hiền phi; lại trục xuất hết nhạc công và nội thị gần gũi với Văn Tông. Dĩnh vương sau đó tức vị, tức là Đường Vũ Tông.

## Thời Đường Vũ Tông
Vũ Tông biết rằng hai vị tể tướng Dương Tự Phục và Lý Giác đều không ủng hộ mình trở thành Hoàng đế, nên ngay sau khi lên ngôi đã bãi chức hai người này. Theo sự tiến cử của hoạn quan Dương Khâm Nghĩa - người có giao tình tốt với Lý Đức Dụ - Vũ Tông triệu hồi Lý Đức Dụ về kinh thành, giao cho công việc triều chính. Còn Dương Tự Phục và Lý Giác bị đày làm Quan sát sứ ở Hồ Nam và Quế Quản, đồng thời một loạt văn thần phe Ngưu như Bùi Di Trực và Lý Trung Mẫn cũng bị biếm truất.
Năm 841, Cừu Sĩ Lương cùng các hoạn quan Lưu Hoằng Dật và Tiết Quý Lăng (hai người đang được Vũ Tông rất tin tưởng), vu cáo Dương Tự Phục và Lý Giác trước kia có ý tôn lập Trần vương Thành Mĩ; Vũ Tông bèn sai sứ giả cầm chiếu chỉ đến Hồ Nam và Quế Quản, lệnh cho Dương và Lý được tự sát. Đỗ Tông khi đó thuyết phục được Lý Đức Dụ rằng vì ông ta mới lên nắm quyền, không nên khuyến khích hoàng đế tru sát đại thần; nên Đức Dụ đã cùng Thôi Cung và Thôi Đan dâng biểu xin tha cho Dương và Lý; sau nhiều lần cầu xin thì Dương và Lý được thoát khỏi tội chết, song tiếp tục bị giáng chức, cùng chung số phận với họ là Bùi Di Trực. Trong năm đó, lấy cớ Sơn Nam Đông Đạo là nơi Ngưu Tăng Nhụ đang cai quản xảy ra lũ lụt, Đức Dụ cách chức của Tăng Nhụ và dời ông ta làm Thái tử Thái sư, một chứ không có thực quyền.
Trong những năm này Lý Đức Dụ được vua Vũ Tông hết sức tin dùng, và đề xuất với Hoàng đế nhân Hồi Cốt có nội loạn để thu phục các vùng đất ở biên giới. Cuối cùng, quân Đường giành được thắng lợi lớn, loại bỏ được mối đe dọa từ Hồi Cốt. Sang năm 843, Lý Đức Dụ xin triều đình xem xét lại việc Tất Đát Mưu dâng đất Duy châu (sau đó bị đưa về Thổ Phiên và bị giết) năm xưa, với mục đích công kích vào phe Ngưu đảng, và Vũ Tông hạ lệnh tuyên dương cũng như truy tặng quan tước cho Tất Đát Mưu. Cũng năm đó, Lưu Tòng Gián ở Chiêu Nghĩa chết, con nuôi là Lưu Chẩn mưu đồ chiếm giữ trấn này. Theo ý của Lý Đức Dụ, Vũ Tông cử đại quân diệt trừ Lưu Chẩn, khôi phục Chiêu Nghĩa về quyền kiểm soát của triều đình.
Vì liên tiếp lập được thành tích, Lý Đức Dụ được gia ân ban thưởng, còn được nhận tước Triệu quốc công. Họ hàng của Vương Nhai và Giả Tốc là Vương Vũ và Giả Tường trước kia chạy trốn đến Chiêu Nghĩa và được Lưu Tòng Gián thu nạp, đến nay bị loạn quân ở Chiêu Nghĩa giết chết. Lý Đức Dụ nhân danh Vũ Tông ban hành một chiếu lệnh đại ý nói rằng hai người đó là con cháu của người phạm tội tru di nên cũng đáng phải chết, kẻ thức giả đều không đồng ý với tờ chiếu này. Hơn thế nữa, do vẫn còn căm giận Ngưu Tăng Nhụ và Lý Tông Mẫn, Lý Đức Dụ đã cáo buộc họ thư từ qua lại với Lưu Tòng Gián và Lưu Chẩn nhưng không tìm được chứng cứ; bèn tìm quan thư ký cũ ở trấn Chiêu Nghĩa là Trịnh Khánh coi là nhân chứng, bảo vào tâu với vua rằng Lưu Tòng Gián mỗi lần nhận thư của Ngưu Tăng Nhụ và Lý Tông Mẫn đều đọc qua rồi nhanh chóng đốt đi. Thiếu doãn Hà Nam Lã Thuật cũng là tay chân của Đức Dụ, tấu với vua rằng Ngưu Tăng Nhụ khi biết tin Lưu Chẩn thất bại đã thở dài trong oán hận. Vũ Tông cực kì tức giận, biếm trích Tăng Nhụ và Tông Mẫn làm Thứ sử ở Đinh châu và Chương châu. Hơn thế nữa, vào năm 845, Lý Đức Dụ thông đồng với Lý Thân khi đó làm Tiết độ sứ ở Hoài Nam, buộc tội Ngô Tương, cháu họ của một thành viên Ngưu đảng Ngô Vũ Lăng, phạm tội tham ô và lấy con gái của người trong châu Nhan Duyệt làm vợ, phán vào tội chết tâu lên triều đình. Dù có ý kiến phản đối, cuối cùng triều đình vẫn ban cái chết cho Ngô Tương, sử sách kết luận đây là vụ án oan, hệ quả của đảng tranh Ngưu-Lý từ trong triều đình mà ra.
Tư trị thông giám ghi nhận rằng lúc này Lý Đức Dụ chuyên quyền đến mức không còn chịu nghe những lời nói phải, và khiến nhiều người oán hận. Quan Cấp sự trung là Vi Hoằng Chất từng dâng biểu nói quyền lực của tể tướng đã nhiều, không nên cho kiêm nhiệm quản lý ngân khố nữa. Đức Dụ lập tức cách quan của ông ta, vì thế làn sóng phản đối trong triều ngày càng dữ dội hơn.
Năm 846, Đường Vũ Tông lạm dụng quá nhiều tiên đơn đến mức trúng độc. Khi Hoàng đế nằm liệt giường, hoạn quan Mã Nguyên Chí giả mạo chiếu chỉ, lập người chú của Vũ Tông, con thứ 13 của Hiến Tông là Quang vương Di là Hoàng Thái thúc kế ngôi. Ngày 22 tháng 4, Vũ Tông qua đời, Thái thúc tức vị, tức là Đường Tuyên Tông, khi đó đã 36 tuổi.

## Thời Đường Tuyên Tông
Đường Tuyên Tông từ trước đã có thành kiến với Lý Đức Dụ vì sự chuyên quyền của ông này. Ông từng tâm sự với người hầu rằng mỗi khi Đức Dụ nhìn thẳng vào mắt mình thì ông liền dựng cả tóc gáy. Chỉ 7 ngày sau khi đăng có, trước sự ngạc nhiên của cả triều đình, Tuyên Tông đã đẩy Lý Đức Dụ đến làm Tiết độ sứ Kinh Nam. Đồng thời thì các cộng sự của ông ta như anh em Tiết Nguyên Thưởng và Tiết Nguyên Quy cũng bị trị tội, biếm trích. Ngay sau đó là một chiếu chỉ khác, triệu hồi 5 vị đại thần phe Ngưu gồm Ngưu Tăng Nhụ, Lý Tông Mẫn, Thôi Củng, Dương Tự Phục và Lý Giác trở về các trấn gần kinh thành Trường An, mặc dù Lý Tông Mẫn bệnh chết trên đường về. Để tiếp tục thể hiện sự bất bình của mình, Tuyên Tông đã giáng Đức Dụ làm Lưu thủ Lạc Dương và xóa tước hàm danh dự Đồng bình chương sự.
Tuyên Tông dùng Bạch Mẫn Trung vào chức thừa tướng, và Bạch Mẫn Trung tiếp tục đàn hặc, đẩy Lý Đức Dụ làm Thái tử Thiếu bảo. Các đại thần chống đối với Đức Dụ được thăng chức, còn phe đảng của ông ta liên tục bị biếm trích. Thời Vũ Tông từng ban lệnh cấm chỉ Phật giáodưới sự khuyến khích của Đức Dụ, thì nay Tuyên Tông cũng cho khôi phục lại.
Cuối năm 847, em trai của Ngô Tương là Ngô Nhữ Nạp dâng thư kêu oan cho Ngô Tương, buộc tội Lý Đức Dụ và Lý Thân vì tư thù riêng mà xử oan người vô tội. Triều đình sau khi nghị án, đày Lý Đức Dụ đến Triều châu làm Ti mã. Những người bị Hoàng đế cho là đồng lõa trong vụ án đó, bao gồm Lý Thân đã chết, đều bị nghị tội bãi quan. Hoàng đế Tuyên Tông bực bội với Lý Đức Dụ đến nỗi khi Đinh Nhu Lập, người mà trước kia không có giao hảo gì với Đức Dụ, dâng sớ bảo vệ cho Dụ; liền bị Tuyên Tông khép vào bè phái Lý đảng và bị khép tội. Thôi Hỗ, người được cử viết bài kể tội Lý Đức Dụ, bị chỉ trích là viết nhẹ đi không chân thật, bị đày làm quan xa. Thạch Hùng, vị tướng vừa lập được công giải cứu công chúa, đáng lẽ được phong làm Tiết độ sứ, cũng bị nói là từng được Lý Đức Dụ tiến cử, giảm làm quan không có thực quyền, sau đó ông ta ức quá mà chết. Lý Đức Dụ sau lại bị biếm tới Nhai châu. Kể từ thời điểm này, cuộc tranh chấp bè phái kéo dài suốt 40 năm đã chấm dứt.

## Nhận định
Theo quan niệm thông thường của giới sử học, Ngưu Lý đảng tranh tức là sự tranh giành giữa hai đảng Ngưu và Lý, trong đó Ngưu là Ngưu Tăng Nhụ, Lý là Lý Đức Dụ. Trong đảng Ngưu có một nhân vật nổi bật mang họ Lý là Lý Tông Mẫn, đồng minh thân cận của Ngưu Tăng Nhụ. Tuy nhiên cũng có quan điểm cho rằng Ngưu là Ngưu Tăng Nhụ nhưng Lý là Lý Tông Mẫn, như Triệu Dực ở triều Thanh.
Có quan điểm nói rằng trọng tâm của tranh chấp Ngưu - Lý là về thái độ của triều đình đối với thế lực phiên trấn. Lý đảng chủ trương cách tân, dùng biện pháp cứng rắn để thu phục các trấn nổi loạn. Ngưu đảng chủ trương thỏa hiệp với các trấn để giữ nền hòa bình. Tuy nhiên bất kể là đảng nào cũng lợi dụng vào thế lực hoạn quan để mưu lợi cho mình, nhờ hoạn quan mà tiến thân. Điều này đời Đường từ nửa cuối Trung diệp trở đi, triều cục thực chất nằm trong tay các hoạn quan và quân đội Thần Sách, cho nên có thể nói Đảng tranh Ngưu Lý tuy về danh nghĩa là cuộc tranh chấp giữa các quan văn tranh giành ảnh hưởng trên chính trường, thực chất chỉ là một phần trong nạn hoạn quan cuối đời Đường.
Cũng có quan điểm nói Ngưu-Lý đảng tranh là nối tiếp của cuộc tranh chấp Lý Phùng Cát và Bùi Độ. Thời Đường Hiến Tông, hai vị này tranh chấp nhau nắm giữ tướng quyền, kết cục Bùi Độ thất bại và bị đẩy khỏi kinh sư. Ngưu Tăng Nhụ-Lý Tông Mẫn thực chất là kế tục Lý Phùng Cát, còn Lý Đức Dụ là kế tục của Bùi Độ, như Phí Chánh Thanh và Thôi Thụy Đức trong <Kiếm Kiều Trung Quốc Tùy Đường sử>.

## Đại diện hai đảng

### Đảng Ngưu
- Ngưu Tăng Nhụ[4][16]
- Lý Tông Mẫn[4][16]
- Lý Phùng Cát[4][16]
- Dương Nhữ Sĩ[16]
- Dương Tự Phục[40]
- Lý Giác[40]
- Bạch Mẫn Trung[16]

### Đảng Lý
- Bùi Độ[16]
- Lý Đức Dụ[4][16]
- Trịnh Đàm[16][40]
- Trần Di Hành[40]
- Lý Thân[4][16]

## Danh sách nguồn
- Cựu Đường thư
- Tân Đường thư
- Tư trị thông giám
- Lâm Hán Đạt, Tào Dư Chương (1997), Lịch sử Trung Quốc 5000 năm, tập 2, Nhà xuất bản Văn hóa Thông tin
- Thương Thánh (2011), Chính sử Trung Quốc qua các triều đại, Nhà xuất bản Văn hóa Thông tin
- Xiong, Victor Cunrui (2009), Historical Dictionary of Medieval China, United States of America: Scarecrow Press, Inc., ISBN 0810860538